# Fratelli dell'istruzione cristiana di Ploërmel
I fratelli dell'istruzione cristiana di Ploërmel (in latino Institutum Fratrum instructionis christianae de Ploërmel) sono un istituto religioso maschile di diritto pontificio: i membri di questa congregazione laicale pospongono al loro nome la sigla F.I.C.P.

## Storia
La congregazione venne fondata a Saint-Brieuc dal sacerdote Jean-Marie de La Mennais (1780-1860) per contrastare la diffusione delle scuole laiche in Bretagna: La Mennais, dapprima, chiese ai fratelli lasalliani di inviare insegnanti nella regione ma, non potendo costoro esaudire la sua richiesta, nel 1817 istituì egli stesso una nuova compagnia di insegnanti religiosi laici.
Il fondatore si avvalse della collaborazione di Gabriel Deshayes (1767-1841), futuro superiore generale della Compagnia di Maria, che a sua volta aveva dato vita ad Auray a una istituzione simile: le due opere si fusero nel 1819 e nel 1824 la casa madre venne trasferita a Ploërmel.
L'istituto ottenne il pontificio con il decreto di lode il 7 gennaio 1851 e le sue costituzioni vennero approvate definitivamente dalla Santa Sede il 1º marzo 1910.

## Attività e diffusione
I religiosi dell'istituto, ispirandosi ai fratelli delle scuole cristiane, si dedicano all'istruzione ed all'educazione cristiana della gioventù.
Sono presenti in Europa (Francia, Italia, Regno Unito, Spagna), nelle Americhe (Argentina, Bolivia, Canada, Cile, Haiti, Stati Uniti d'America, Uruguay), in Africa (Benin, Repubblica Democratica del Congo, Costa d'Avorio, Kenya, Ruanda, Senegal, Tanzania, Togo, Uganda) e in Asia (Filippine, Giappone, Indonesia): la sede generalizia è a Roma.
Al 31 dicembre 2005, la congregazione contava 154 case e 990 religiosi, 5 dei quali sacerdoti.